# Thor-Burner

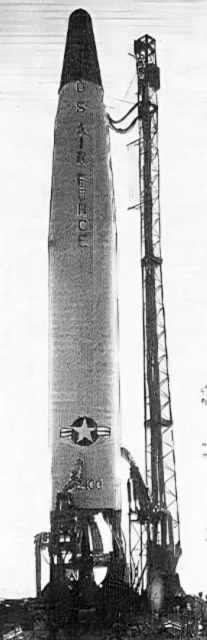
Foguete Thor-Burner

O Thor-Burner foi um sistema de lançamento descartável estadunidense, um membro da família de foguetes Thor. Ela consistia de um míssil Thor, com um ou dois estágios superiores. Foi usado entre 1965 e 1976 para colocar em órbita vários satélites, mais comumente Defesa para o Defense Meteorological Satellite Program. Foram lançados vinte e quatro, dos quais dois falharam. Cada lançamento custou 11,890 milhões de dólares americanos em 1985. Ele pesava 51.810 kg e tinha 24 metros de altura.

## Burner 1 e Altair
O estágio Burner 1 foi um estágio de foguete Altair, usado para o terceiro estágio de alguns veículos de lançamento Vanguard, mas equipado pela Boeing com o controle de 3 eixos.
Esta combinação foi usada para seis veículos. O primeiro foi lançado em 18 de janeiro de 1965 e o sexto em 30 de março de 1966. Estes foram os lançamentos iniciais de classificação do Defense Meteorological Satellite Program. Um destes lançamentos falhou.

## Burner 2
O Burner 2 usado com o Thor-Burner foi o primeiro veículo com estágio superior de combustível sólido usado para aplicações espaciais gerais que tinham total controle e capacidade de orientação. O primeiro voo do Burner II ocorreu em 15 de setembro de 1966.